# 북미 서북부 태평양 해안 원주민

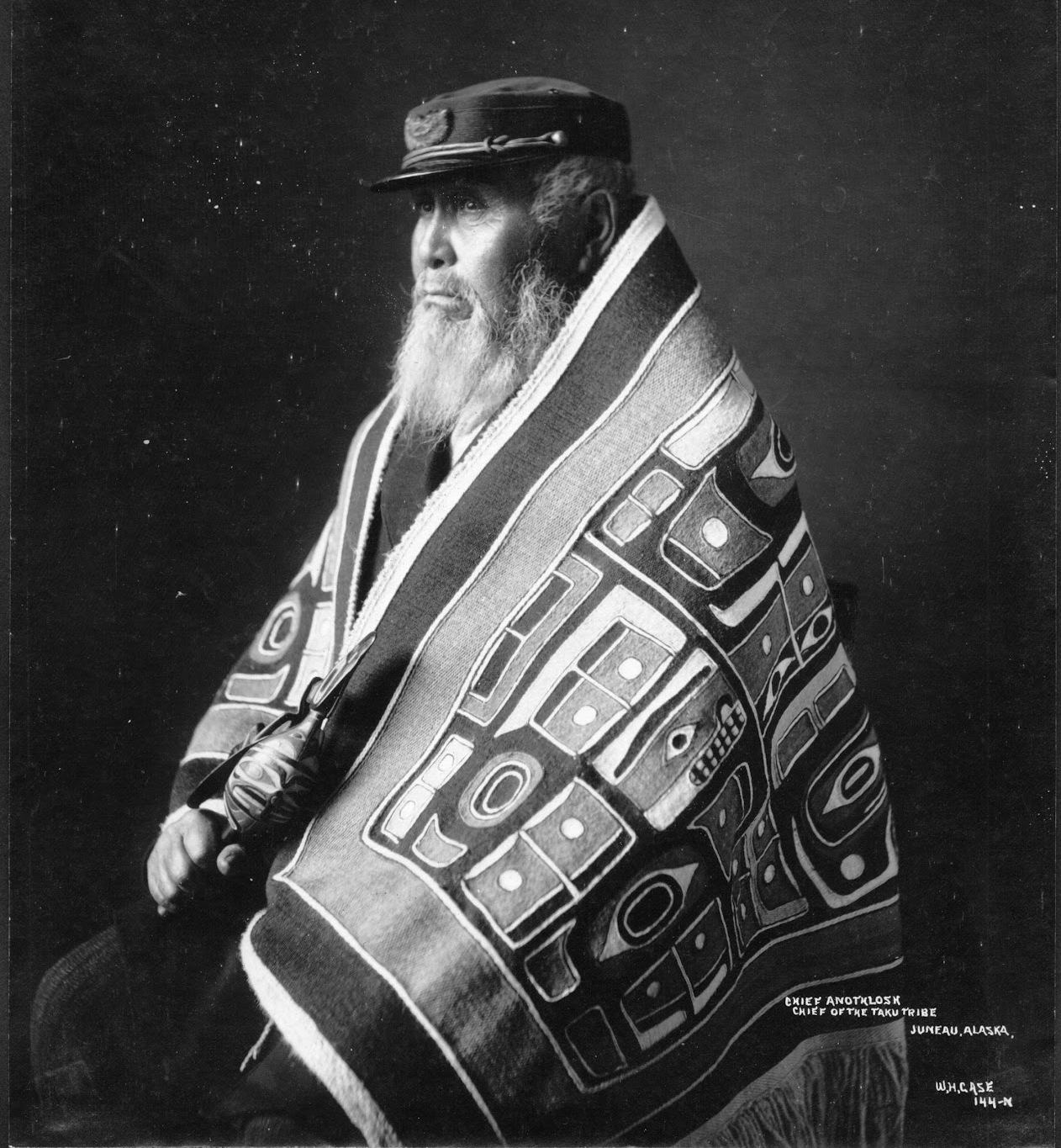
틀링깃인 타쿠 부족 추장 아노트클로슈(Anotklosh). 1913년 사진.

북미 서북부 태평양 해안 원주민(Indigenous peoples of the Pacific Northwest Coast)은 북미대륙 서북부 캐스케이디아(또는 태평양 서북부Pacific Northwest)의 해안지대에 살던 원주민들이다. 서로 구분되는 여러 부족들이 존재했으나 신앙, 전통, 관습 등에 있어서 공통점을 가지고 있다.
이 범주로 분류되는 원주민 민족으로는 이야크인, 틀링깃인, 하이다인, 침시안인, 기흐산인, 하이슬라인, 하일추크인, 누할크인, 우위키누흐인, 콰콰카와쿠인, 누차눌스인, 디티다트인, 마카흐인, 해안 살리시인, 치마쿰인, 퀼리우트인, 윌라파인, 치누크인, 틸라무크인, 다나흐다후인 등이 있다.

## 문화

### 식문화

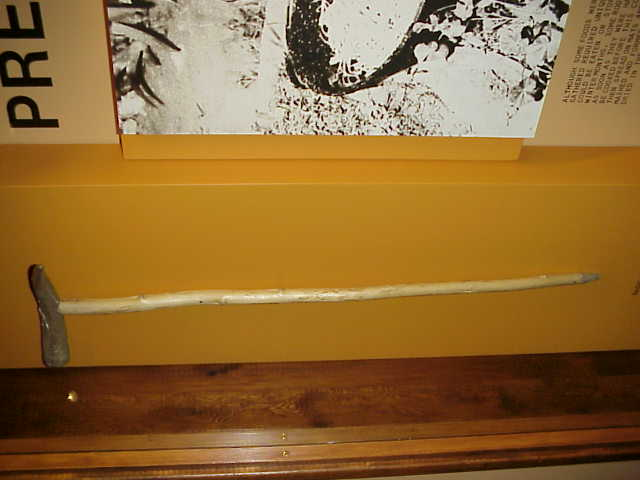
뒤지개.

서북부 해안 원주민에게 바다와 육지는 모두 중요한 식량과 자원의 공급원이었고, 이러한 자원은 지속가능하게 관리되어야 했다. 역사학자들과 민족학자들은 서북부 해안 원주민들이 수 세기 동안 전략적으로 경작과 환경관리를 수행했음을 보여주는 증거를 제시한다. 원주민들은 지속 가능한 수확과 자원생산량 증대를 꾀하였고, 땅을 파고, 경작하고, 가지를 치고, 비료를 주고, 하천에 가두리를 설치하고, 서식지를 조성하는 등의 실천을 통해 주변 환경을 의도적으로 관리할 수 있었다.
특히 태평양에서 회유하는 연어는 서북부 해안 원주민의 중심적인 식재료였고, 원주민들이 스스로를 “연어의 민족”이라고 설명할 정도로 문화적 중요성을 갖고 있었다. 연어는 대개 작은 갈고리로 낚시해 잡거나 그물로 잡아 향나무 가지로 꿰뚫어 통구이를 해 먹었다. 그 밖에도 덫, 바구니, 작살, 미끼 등 다양한 방식으로 연어사냥이 이루어졌다. 연어 고기를 건조하거나 훈제해서 겨울나기 식량으로 삼았으며, 봄이 돌아와 처음 사냥한 신선한 연어는 성대한 의식과 함께 환영받았다.
땅과 바다 양쪽에서 수렵은 중요한 식량수급 수단이었다. 바다에서는 고래, 바다사자, 쇠돌고래, 물범, 해달을 잡았고, 땅에서는 사슴, 무스, 엘크를 쫓았다. 이 모든 동물의 사냥이 원활히 이루어지는 것이 곧 부족이 풍요를 누리는 것이었다.
식물 중에서는 아스파라거스과에 속하는 카마시아가 가장 중요한 식자재였다. 서북부 해안 원주민들은 카마시아를 적극적으로 관리하며 농사를 지었다. 땅의 구획을 나누어 가족별로 맡아 관리하면서 맡은 구획에서 얻은 카마시아는 자기 것으로 하였다.
또한 나무열매와 과일도 다양하게 섭취했다. 샐먼베리를 가장 즐겨 먹었는데, 연어 고기 및 연어 알과 함께 먹었다. 블랙베리, 허클베리도 많이 먹었다. 오리건포도는 맛이 시기 때문에 달콤한 열매들과 섞어 먹었다.

### 포틀래치

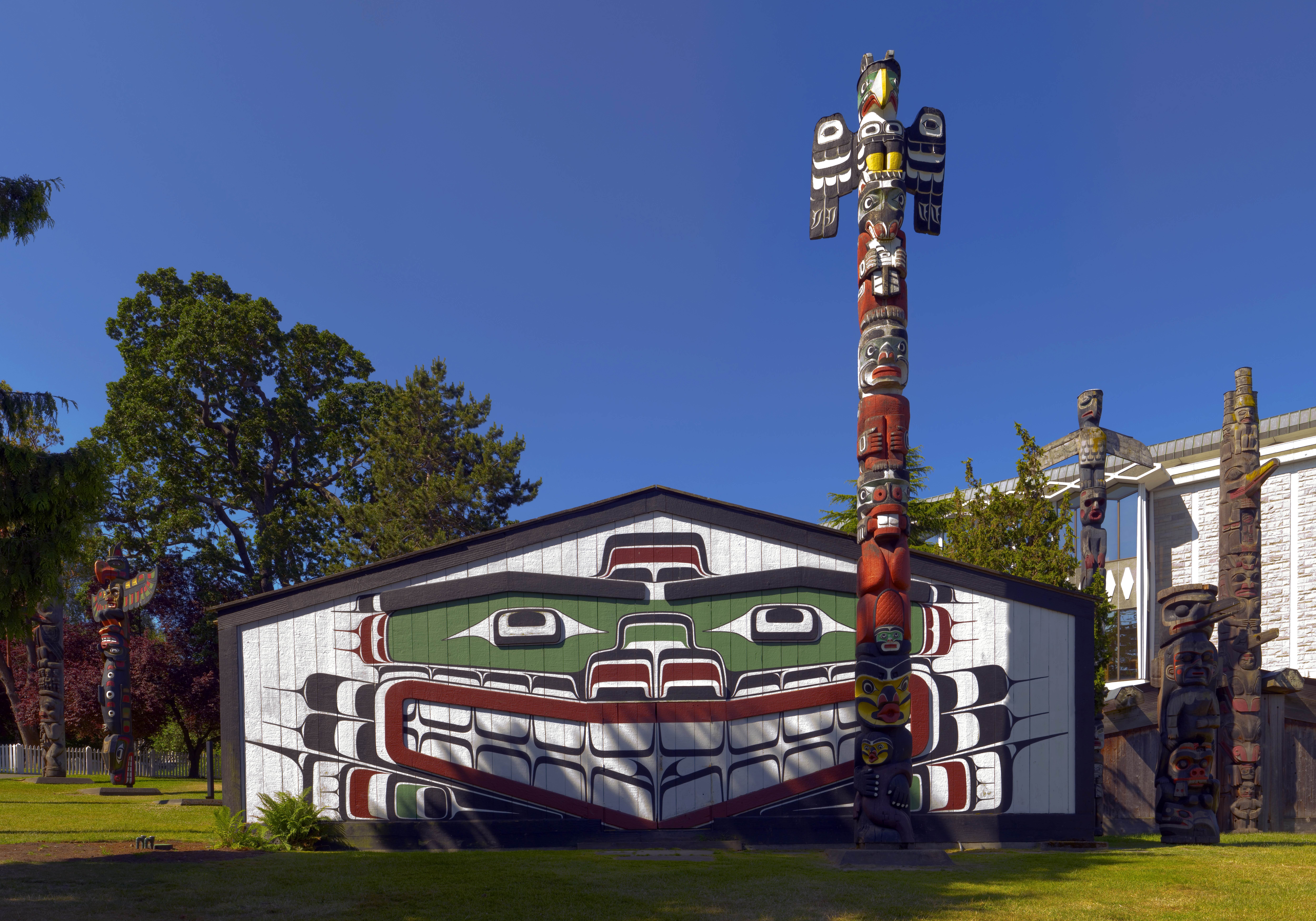
콰콰카와쿠인의 포틀래치가 개최되는 건물. 1953년에 나카펜켐 추장이 지었다.

포틀래치는 특정한 행사(예: 토템폴 신축, 성년식, 새로운 추장의 선출, 전쟁을 앞두고 등)를 기념하는 의식으로서 많은 사람들이 모이는 것이다. 포틀래치는 대개 각자의 부를 과시하는 경쟁의 형태를 띠었다.
포틀래치에서 추장은 자신의 권위를 과시하고 권력을 확립하기 위해 손님들에게 정성들인 선물을 주었고, 손님들은 선물을 받아들임으로써 추장에 대한 승인을 표시했다. 또 순전히 추장의 부를 과시하기 위해 물건을 태우거나 바다에 내던지는 등 과시소비를 하기도 했다.
포틀래치에서는 무용수들이 정교한 춤을 선보였는데, 이 무용수들로 조직된 비밀결사들이 있었다. 이 공연을 보는 것은 매우 영광스러운 일로 여겨졌다.

### 미술

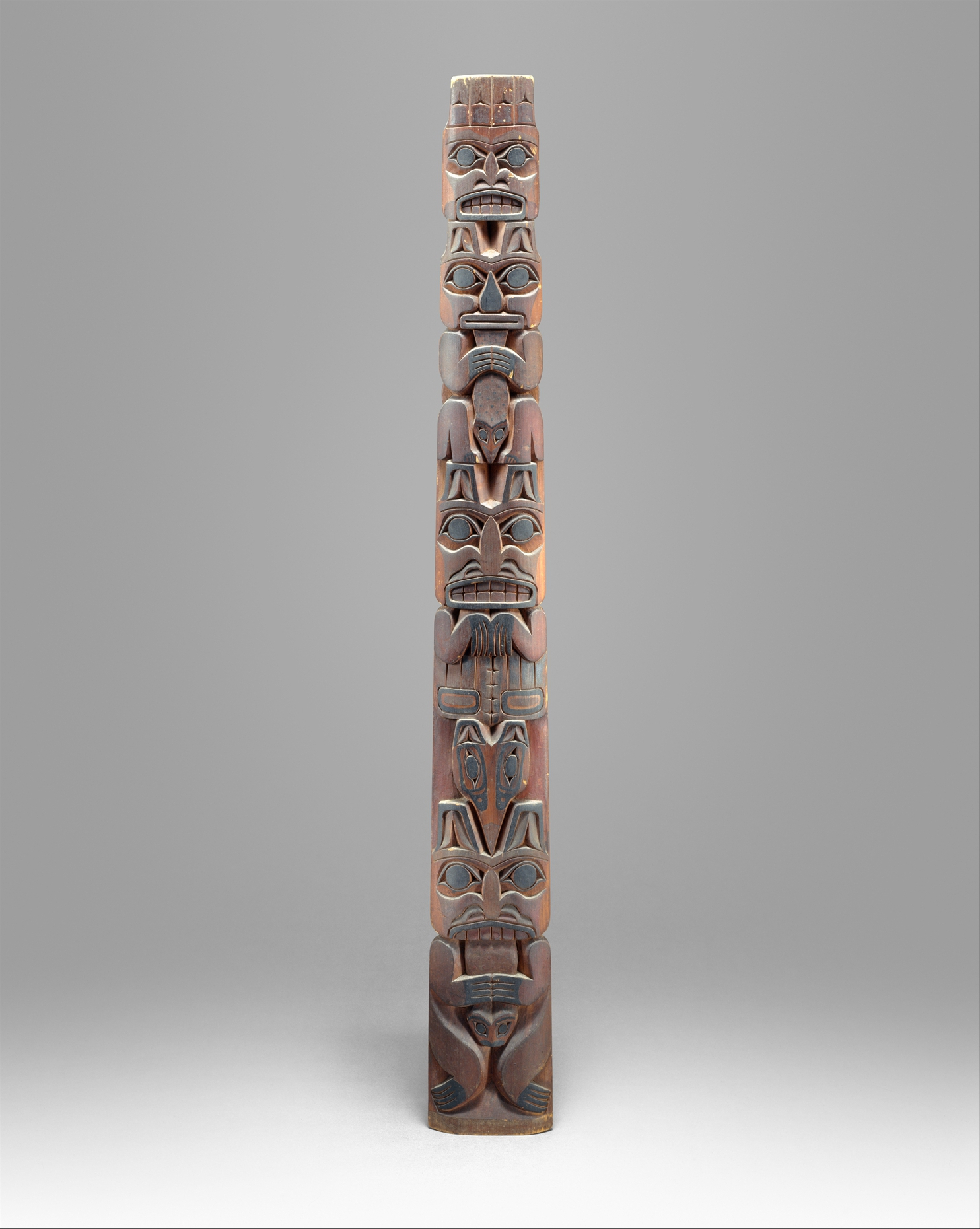
틀링깃인의 토템폴.

북미 원주민의 상징으로 유명한 토템폴이지만, 사실 토템폴은 캐스케이디아 원주민들밖에 만들지 않았다. 토템폴은 이야기와 역사, 지혜를 후세에 전수하는 수단이었다. 역사와 이야기를 기둥에 새긴 토템폴은 구성원들에게 유대감을 제공하고 자신의 혈통과 부족을 상기시켰다.
서북부는 천연자원이 풍부해서 대부분의 원주민 부족들이 풍요롭게 잘 살았다. 그래서 예술활동을 할 만한 여가시간이 많았다. 의식주, 연장, 무기, 사냥도구 등 실용적인 물건도 많이 만들었지만, 순수하게 미학적인 작품도 있었다.
서북부 원주민들 사이에서 자연환경과의 신비주의적 연결은 일상생활의 필수적 일부분이었다. 그래서 보이는 세계와 보이지 않는 세계에서 모두 중요한 무언가를 상징, 토템으로 삼았다. 보다 북쪽에 있는 부족들에서는 씨족별로 정해진 상징이 있어서 그것으로 자기 물건을 장식한다.
백인들이 도래한 이후 이러한 원주민 미술품은 박물관 등지에 전시되는 인기 상품이 되었고, 많은 부족들이 백인 수집가들에게 귀중품을 약탈당했다. 근년 들어서는 많은 원주민 단체가 가면, 토템폴 등 문화재는 자신들의 레갈리아라며 반환을 요구하고 있다.

## 유전학
HLA I, HLA II, HLA-A, HLA-B, HLA-DRB1 등의 유전자를 분석한 결과, 일본 북부의 아이누인과 일부 북미 원주민, 특히 틀링깃인을 비롯한 서북부 태평양 해안 원주민들과의 사이에 연관성이 있음이 밝혀졌다. 유전학자들은 아이누와 틀링깃의 공조상이 남시베리아 지역에 살던 구석기인으로 거슬러올라간다고 추정했다.